# Кам'янка-Бузький район
Кам'янка-Бузький райо́н — колишній район України на північному сході Львівської області.

## Географія
Кам'янка-Бузький район розташований на північному сході Львівської області. Відстань від районного центру м. Кам'янка-Бузька до м. Львова — 39 км. Межує на півночі з Сокальським і Радехівським, на заході — з Жовківським, на сході й південному сході — з Буським, на півдні — з Пустомитівським районами Львівської області.

## Історія
Район утворено 1940 року.

## Адміністративний устрій
Адміністративно-територіально район поділяється на 1 міську раду, 3 селищні ради та 20 сільських рад, які об'єднують 79 населених пунктів і підпорядковані Кам'янка-Бузькій районній раді. Адміністративний центр — місто Кам'янка-Бузька. До складу району входять місто районного значення — Кам'янка-Бузька, 3 селища міського типу (Добротвір, Запитів, Новий Яричів).

## Населення
Розподіл населення за віком та статтю (2001):
| Стать | Всього | До 15 років | 15-24 | 25-44 | 45-64 | 65-85 | Понад 85 |
| --- | ------ | ----------- | ----- | ----- | ----- | ----- | -------- |
| Чоловіки | 29 207 | 6501        | 4833  | 9034  | 5646  | 3021  | 172      |
| Жінки | 32 657 | 6049        | 4510  | 9040  | 6783  | 5781  | 494      |
| \| Статево-вікова піраміда \| Статево-вікова піраміда \| Статево-вікова піраміда \| \| ----------------------- \| ----------------------- \| ----------------------- \| \| Чоловіки \| Вік \| Жінки \| \| 172 \| 85 + \| 494 \| \| 225 \| 80-84 \| 677 \| \| 540 \| 75-79 \| 1402 \| \| 969 \| 70-74 \| 1747 \| \| 1287 \| 65-69 \| 1955 \| \| 1366 \| 60-64 \| 1933 \| \| 1072 \| 55-59 \| 1454 \| \| 1431 \| 50-54 \| 1610 \| \| 1777 \| 45-49 \| 1786 \| \| 2479 \| 40-44 \| 2551 \| \| 2290 \| 35-39 \| 2274 \| \| 2199 \| 30-34 \| 2133 \| \| 2066 \| 25-29 \| 2082 \| \| 2140 \| 20-24 \| 2060 \| \| 2693 \| 15-20 \| 2450 \| \| 2625 \| 10-14 \| 2461 \| \| 2128 \| 5-9 \| 2027 \| \| 1748 \| 0-4 \| 1561 \| |        |             |       |       |       |       |          |
| Статево-вікова піраміда |        |             |       |       |       |       |          |
| Чоловіки | Вік    | Жінки       |       |       |       |       |          |
| 172 | 85 +   | 494         |       |       |       |       |          |
| 225 | 80-84  | 677         |       |       |       |       |          |
| 540 | 75-79  | 1402        |       |       |       |       |          |
| 969 | 70-74  | 1747        |       |       |       |       |          |
| 1287 | 65-69  | 1955        |       |       |       |       |          |
| 1366 | 60-64  | 1933        |       |       |       |       |          |
| 1072 | 55-59  | 1454        |       |       |       |       |          |
| 1431 | 50-54  | 1610        |       |       |       |       |          |
| 1777 | 45-49  | 1786        |       |       |       |       |          |
| 2479 | 40-44  | 2551        |       |       |       |       |          |
| 2290 | 35-39  | 2274        |       |       |       |       |          |
| 2199 | 30-34  | 2133        |       |       |       |       |          |
| 2066 | 25-29  | 2082        |       |       |       |       |          |
| 2140 | 20-24  | 2060        |       |       |       |       |          |
| 2693 | 15-20  | 2450        |       |       |       |       |          |
| 2625 | 10-14  | 2461        |       |       |       |       |          |
| 2128 | 5-9    | 2027        |       |       |       |       |          |
| 1748 | 0-4    | 1561        |       |       |       |       |          |

Національний склад населення за даними перепису 2001 року:
| Національність | Кількість осіб | Відсоток |
| -------------- | -------------- | -------- |
| українці       | 60887          | 98,47 %  |
| росіяни        | 645            | 1,04 %   |
| поляки         | 91             | 0,15 %   |
| білоруси       | 80             | 0,13 %   |
| цигани         | 27             | 0,04 %   |
| інші           | 102            | 0,16 %   |

Мовний склад населення за даними перепису 2001 року:
| Мова       | Кількість осіб | Відсоток |
| ---------- | -------------- | -------- |
| українська | 61101          | 98,82 %  |
| російська  | 607            | 0,98 %   |
| польська   | 31             | 0,05 %   |
| білоруська | 30             | 0,05 %   |
| угорська   | 23             | 0,04 %   |
| інші       | 40             | 0,06 %   |

Населення — 61,24 тис. осіб, у тому числі, сільського — 37,6 тис. осіб, міського — 23,6 тис. осіб.

## Економіка
Кам'янка-Бузький район є агропромисловим районом. Сільське господарство району спеціалізується на вирощуванні зернових культур (ячмінь, пшениця), вирощуванні цукрового буряка і льону, а також на виробництві молока і м'яса.
Промисловість району спеціалізується на переробці сільськогосподарської продукції. Розвинуті також лісопереробна, деревопереробна, енергетика та легка галузі. Найбільш питому вагу у промисловості займає Добротвірська ТЕС (78 %) та ВАТ «Галичина» (17 %) — виробництво соків.

## Транспорт
Територією району проходить автошлях E40.

## Політика
25 травня 2014 року відбулися Президентські вибори України. У межах Кам'янка-Бузького району було створено 66 виборчих дільниць. Явка на виборах складала — 82,59 % (проголосували 37 674 із 45 616 виборців). Найбільшу кількість голосів отримав Петро Порошенко — 69,66 % (26 242 виборців); Юлія Тимошенко — 13,66 % (5 146 виборців), Олег Ляшко — 6,82 % (2 568 виборців), Анатолій Гриценко — 5,10 % (1 922 виборців). Решта кандидатів набрали меншу кількість голосів. Кількість недійсних або зіпсованих бюлетенів — 0,64 %.

## Природно-заповідний фонд

### Заповідні урочища
Тадані.

### Ботанічні пам'ятки природи
Коло Бадівського.

### Комплексні пам'ятки природи
Сквер ім. Марії Солодкої.

### Парки-пам'ятки садово-паркового мистецтва
Неслухівський парк, Новояричівський парк • Парк XIX століття (Тадані), Чорний парк (Кам'янка-Бузька).

## Пам'ятки
- Пам'ятки історії Кам'янка-Бузького району
- Пам'ятки архітектури Кам'янка-Бузького району
- Пам'ятки монументального мистецтва Кам'янка-Бузького району